# Chimarra luminaris
Chimarra luminaris là một loài Trichoptera trong họ Philopotamidae. Chúng phân bố ở miền Australasia.